# 市川猿翁 (初代)
初代 市川 猿翁（いちかわ えんおう、1888年〈明治21年〉5月10日 - 1963年〈昭和38年〉6月12日）は、明治から戦後昭和にかけて活躍した歌舞伎役者。屋号は澤瀉屋。定紋は八重澤瀉、三ツ猿。日本芸術院会員。本名は喜熨斗 政泰（きのし まさやす）、俳名は笑楽・華果・薊。
「猿翁」は舞台で使われることが一度もなかった隠居名の名跡で、しかも改名直後に本人が死去したため実績もまったくない。一方、「猿之助」の名跡は53年間にわたって名乗り続けており、それ故に今日でも彼が「二代目 市川 猿之助」（いちかわ えんのすけ）として語られることが多い。

## 来歴
東京市浅草区千束町2丁目に生まれた。初代市川猿之助（二代目市川段四郎）の長男。1892年（明治25年）、九代目市川團十郎に入門、同年4月、市川團子を名乗り、歌舞伎座『関原誉凱歌（）』の千代松に扮し、初舞台を踏んだ。
今後は歌舞伎役者も豊富な教養が必要という父の意向で私立京華中学に進学・卒業するが、これは当時の歌舞伎界では異例なことだった。
1909年（明治42年）、二代目市川左團次の主宰する自由劇場に参加。翌1910年（明治43年）、二代目市川猿之助を襲名し、以後53年間にわたって名乗り続けた。
その後、欧米に留学して最新の舞台芸術を学ぶ。このとき見たディアギレフのロシア舞踊が『黒塚』『小鍛冶』『悪太郎』などの新作舞踊の立体的な演出に生かされるなど、猿之助にとって貴重な体験となった。1920年（大正9年）には春秋座を主宰し、新作や翻訳物に取り組む。一時松竹を離脱、復帰後は二代目左團次一座に入り、真山青果の新作歌舞伎で共演して名舞台を生んだ。その後も埋もれていた古典の復活上演、新作喜劇『小栗栖の長兵衛』『研辰の討たれ』『膝栗毛』の初演、映画『阿片戦争』の主演などで話題を集める。

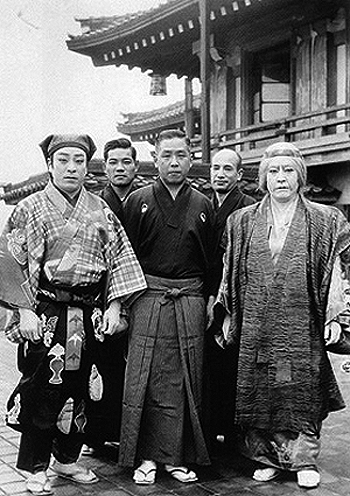
前列左から、三代目市川段四郎、箏曲家の中島雅楽之都、二代目市川猿之助（1940年頃）

1930年（昭和5年）12月10日、松竹は猿之助との専属契約の解除を発表、「松竹系劇場に出演希望があれば相談の上で出演を許す」「積極的に出演は依頼しない」として猿之助をフリーの役者として扱うことを表明した。以降、猿之助は春秋座に活躍の場を移した。
しかし、春秋座は公演の赤字と内部不和から分裂し、猿之助は1931年（昭和6年）7月に二代目市川左團次と十五代目市村羽左衛門の仲介を受けて松竹へ2度目の復帰をした。

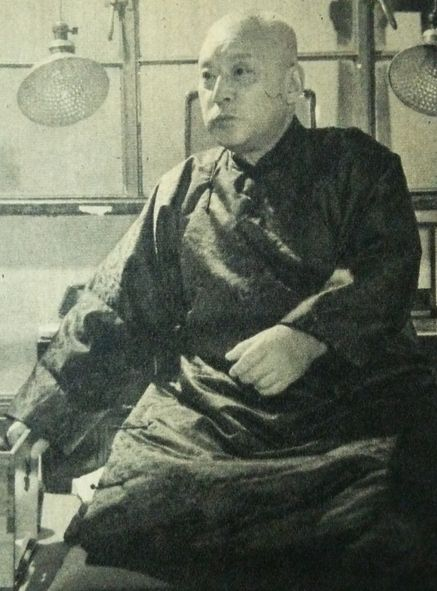
1956年

戦後、1945年（昭和20年）9月1日には、東京劇場で興行を再開。その後も活動の勢いは衰えることなく、ソ連・中国公演、古典ものの本格的上演、井上正夫・初代水谷八重子ら新派との共演など幅広い活躍を続ける。1957年（昭和32年）、日本俳優協会の初代会長に就任。長年の功績が認められ日本芸術院賞受賞（1952年）、日本芸術院会員となる。
1963年（昭和38年）、ある夜みた夢から自らの死を予感した猿之助は、そろそろ潮時と、自分は新たに「市川猿翁」を名乗ることにし、「猿之助」の名跡は長孫に譲り、その弟（後の四代目段四郎）には四代目市川團子を襲名させることにした。ところが予感が的中、5月の歌舞伎座における「初代市川猿翁・三代目市川猿之助、四代目市川團子 襲名披露興行」を目前に控えて4月20日心臓病で倒れる。披露興行では生涯の当たり役である『黒塚』の老女を舞って孫の晴れ舞台に花を添えるつもりでいたが、病院で絶対安静を余儀なくされてしまった。そこで急遽三代目猿之助が代役でこれを務めたが、孫がこの舞を踊る1時間15分間のあいだ、猿翁はベッドの上に正座・合掌してその無事を祈った。せめて千穐楽の口上だけでも自ら務めたいという願いが叶い、やはり前年から病臥していた息子の三代目段四郎と共に病躯に鞭打って、3日間だけ、数分間だけではあるが歌舞伎座の舞台に上った。これが猿翁としての唯一の舞台、そして彼の生涯で最後の舞台となった。この時の口上は、猿翁・三代目段四郎ともに切れ切れな調子であったため、観客の涙を誘い、『涙の口上』と現在も語り継がれている。なお、このとき猿翁が入院していた聖路加病院における担当医は日野原重明であり、この異例とも言える口上を許可したのも日野原であった。日野原は緊急時に備えて看護師とともに猿翁に同行し、口上のあいだ幕裏で待機していた。
二週間後の6月12日午後12時28分、入院先の聖路加病院において心不全のため死去、75歳だった。墓所は台東区寛永寺。

## 人物

### 芸風

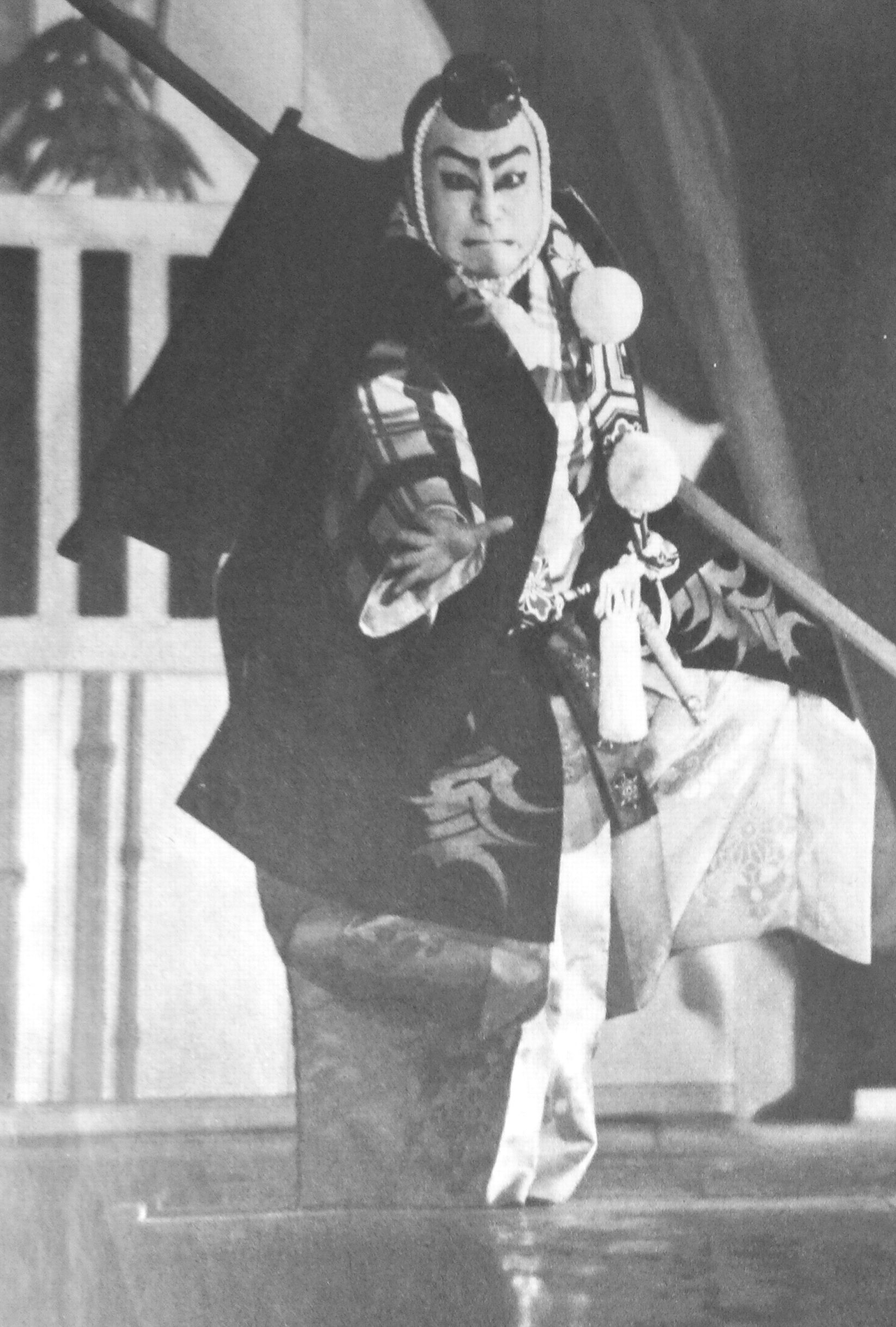
東京歌舞伎座で弁慶を演じる二代目市川猿之助（1951年）

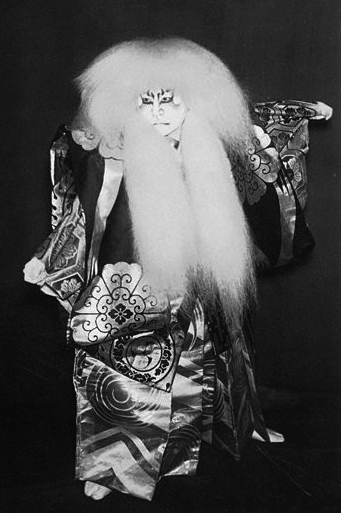
『連獅子』の親獅子の精

明るく男性的な芸風で口跡に優れていた。当たり役は『仮名手本忠臣蔵』「九段目」の本蔵、『傾城反魂香』の又平、『近頃河原の建引』（ちかごろ かわらの たてびき）の与次郎、『平家女護島』「俊寛」の俊寛などの古典。『将軍江戸を去る』の山岡鉄太郎、『元禄忠臣蔵』「最後の大評定」の井関徳兵衛、『元禄忠臣蔵』「御浜御殿豊綱卿」の富森助右衛門、『研辰の討たれ』の辰次、『新宿夜話』の大八などの新作。『雨の五郎』『草摺引』の曽我五郎などの舞踊などがある。
特に猿翁自身が得意とした舞踊は、三代目猿之助により1964年（昭和39年）6月に「猿翁十種」として、1975年 (昭和50年）11月には「澤瀉十種」として、それぞれまとめられた。

### 人柄
宗教は日蓮宗。趣味は運動、旅行、読書。住所は東京市京橋区（現・東京都中央区）明石町。
弟の市川中車_(8代目)は二人の娘を伴い分家している、また妹が一人いる。
神田正輝は幼稚園に通う前までは、毎日のように祖母に抱かれて、自宅とコの字状に家が立っている市川猿之助の車を見送っていた、そのためわざわざ土産を買ってくるほど可愛がっていた猿之助が見送りに来ないときは心配して「坊やはどうかしたんですか」と女中に聞いたという。

## 親族
二代目市川猿翁と四代目市川段四郎の兄弟は孫、四代目市川猿之助と九代目市川中車は曾孫にあたる。また、文化放送アナウンサー→歌舞伎研究家となった喜熨斗勝は甥である。

## 出演映画
- 1925　日輪（横光利一原作、衣笠貞之助） 　奴国の貴族長羅（ナガラ）
- 1926　天一坊と伊賀亮 (牧野省三 衣笠貞之助)天一坊、山内伊賀之亮
- 1930　女性の輝き 　衣笠貞之助　マキノ御室
- 1941　川中島合戦 　衣笠貞之助　上杉謙信、貝賀孫九郎
- 1943　阿片戦争 マキノ正博　東宝...　林即徐
- 1949　七彩の虹 佐々木康　松竹
- 1957　大忠臣蔵 大曾根辰夫　松竹..　大石内蔵助
- 1962　義士始末記 大曾根辰夫　松竹　大石内蔵助